# Slaget om Malackahalvön
Slaget om Malackahalvön, även kallat Slaget om Malaya, var ett slag under andra världskriget mellan en armé från Samväldet bestående av brittiska, Indiska, australiska och malajiska trupper mot den japanska armén samt ett smärre antal thailändska styrkor. Slaget började då Japans 25:e armé invaderade Västmalaysia den 8 december 1941. Japan inledde en amfibisk landstigning längs den norra kusten av Västmalaysia vid Kota Bharu och började sedan avancera söderut. Framryckningen gjordes i samverkan med landsatta trupper i Pattani och Songkhla i Thailand som avancerade söderut över den thai-malaysiska gränsen för att attackera den västra delen av Västmalaysia. 